# Присяга президента Сполучених Штатів
Присяга президента Сполучених Штатів — це присяга, яку приймає президент Сполучених Штатів при вступі на посаду. Формулювання присяги визначено в статті 2, розділ перший, пункт 8, Конституції Сполучених Штатів, і новий президент повинен скласти її перед тим, як застосовувати або виконувати будь-які офіційні повноваження чи обов'язки.

Текст присяги залишається незмінним з XIX століття і складається із одного речення: 
|  | «Я урочисто присягаюся, що буду чесно виконувати обов'язки президента Сполучених Штатів і робити все, що в моїх силах, щоб підтримувати, охороняти і захищати конституцію Сполучених Штатів». |